# リボヌクレアーゼインヒビター
リボヌクレアーゼインヒビター (RI) は450残基、49kDa、等電点4.7のタンパク質である。ロイシンリッチリピートを持ち、特定のリボヌクレアーゼと非常に強固な複合体を形成する。細胞内に0.1%程存在する主要細胞内タンパクであり、RNAの寿命の制御に重要な役割を果たす。
典型的なタンパクには約1.7%のシステインが含まれるが、RIでは6.5%に及ぶため酸化ストレスに敏感である。また、21.5%のロイシンも含み(典型的には9%)、他の疎水性残基、特にバリン・イソロイシン・メチオニン・チロシン・フェニルアラニンの含有量は低い。

## 構造
典型的なロイシンリッチリピートタンパクであり、骨格に沿ったαヘリックスとβシートの繰り返しで構成されている。これらの二次構造は曲がった右巻き螺旋を形成し、全体として馬蹄形になる。αヘリックスとβシートは平行で、それぞれ馬蹄形の内側と外側の壁を構成している。αヘリックスからβシートに移行する部分にはアスパラギンが存在し、ターンを安定化する。α、βは28、29残基ごとに繰り返され、遺伝子構造に対応した57残基のユニットを形成する(各エクソンは57残基をコードする)。

## リボヌクレアーゼとの結合
RIとリボヌクレアーゼの親和性は、おそらく他のどんなタンパク質間相互作用よりも強い。RI-RNase A複合体の解離定数は生理条件下で約20fMであり、RI-アンギオゲニン複合体ではそれより小さい(<1fM)。RIは配列同一性の低い様々なRNasesと結合することができる。構造の研究から、RNaseはRIのC末端と会合し、ちょうど"瓶の栓"のようになっていることが示された。この相互作用は静電的なもので、RNaseの表面積の大部分を埋めている (>25 nm2) 。
リボヌクレアーゼは特に癌細胞に対して毒性、増殖抑制効果を示すため、癌治療薬としての研究が続けられている。だが、RIはどこにでも存在し、RIと結合したリボヌクレアーゼは効果がないことから、これを回避する手段が不可欠となる。ヒョウガエルから得られたRNaseの一種ランピルナーゼ（オンコナーゼ）はヒトRIに認識されないようであり、癌治療薬として調査されている。ヒトRNaseを組換え、RNase活性を残しつつもRIに認識されないようにする研究は現在進行中である。

## 画像

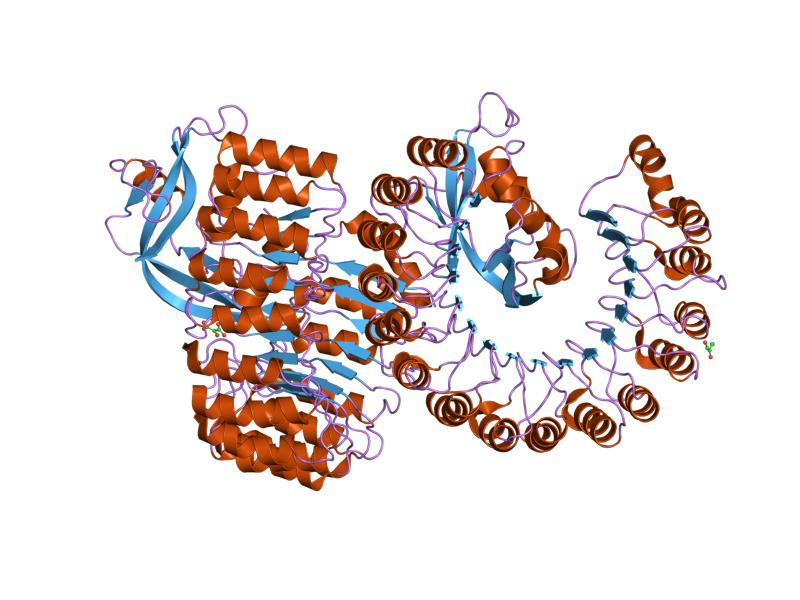
ヒト好酸球由来ニューロトキシン（英語版）との複合体
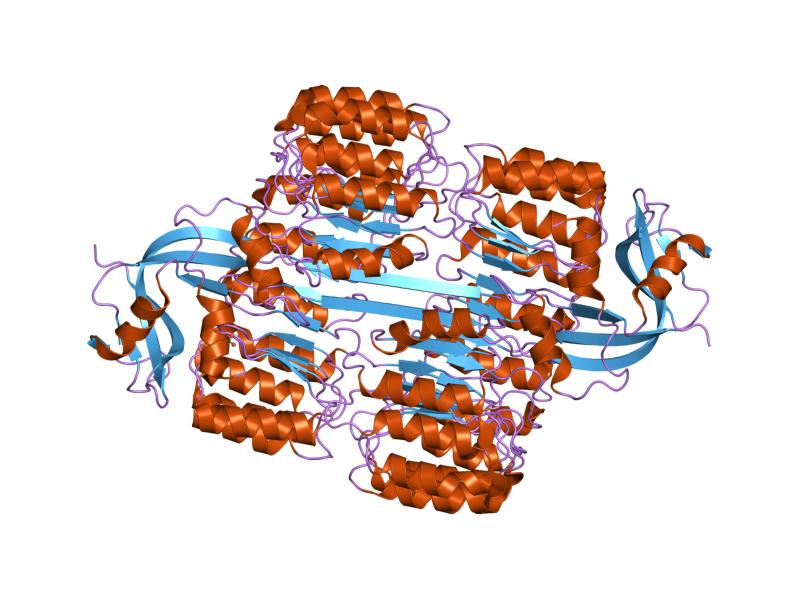
RNase Iとの複合体
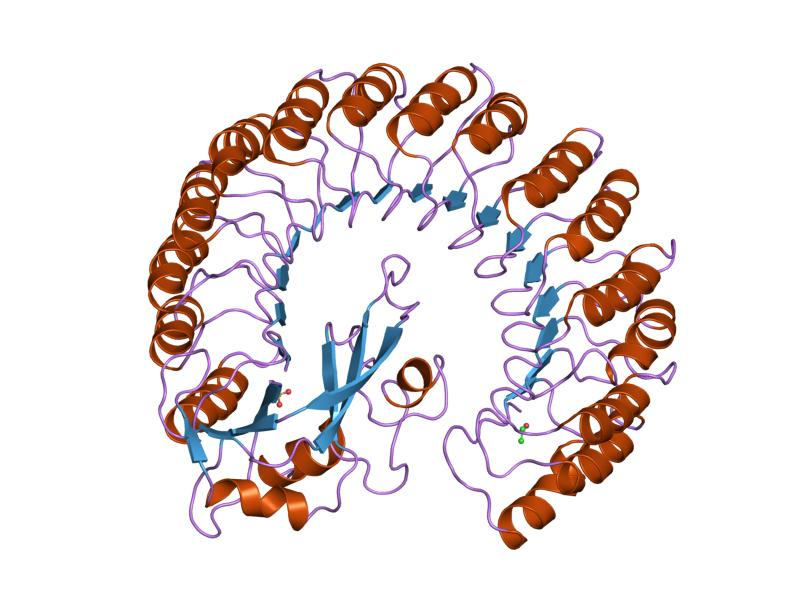
RNase Aとの複合体